# Seznam eponymních nádorů
Eponymní nádor je nádor pojmenováný po nějaké osobě, typicky po lékaři, který jej popsal jako první.

## Abecední seznam
- Ackermanův nádor
- Brennerův nádor
- Grawitzův nádor
- Klatskinův nádor
- Krukenbergův nádor
- Kuttnerův nádor
- Warthinův nádor
- Wilmsův nádor